# جويسون بينيت
جويسون بينيت (مواليد 15 يونيو 2004) هو لاعب كرة قدم كوستاريكي يلعب في مركز الجناح الأيسر في نادي سندرلاند.

## وصلات خارجية
- جويسون بينيت على موقع قاعدة بيانات كرة القدم.إي يو (الإنجليزية)
- جويسون بينيت على موقع ليكيب (الفرنسية)
- جويسون بينيت على موقع ناشيونال فوتبول تيمز (الإنجليزية)
- جويسون بينيت على موقع Soccerbase.com (لاعب) (الإنجليزية)
- جويسون بينيت على موقع Soccerway.com (الإنجليزية)
- جويسون بينيت على موقع عالم كرة القدم.نت (الإنجليزية)